# Janar Talts
Janar Talts (ur. 7 kwietnia 1983 w Tallinnie) – estoński koszykarz, występujący na pozycjach silnego skrzydłowego lub środkowego, reprezentant kraju, obecnie dyrektor sportowy Estońsko-Łotewskiej Ligi Koszykówki.

## Osiągnięcia
Stan na 1 maja 2022, na podstawie, o ile nie zaznaczono inaczej.

### Drużynowe
- Mistrz:
  - Estonii (2003, 2008, 2010, 2015[3])
  - Niemiec (2006)
- Wicemistrz:
  - Ligi Bałtyckiej (2016)
  - Estonii (2009, 2014, 2016, 2018, 2019)
- Brązowy medalista:
  - Ligi Bałtyckiej (2014, 2017, 2018)
  - mistrzostw Estonii (2017)
- 3. miejsce w lidze włoskiej (2013)
- Zdobywca:
  - pucharu:
    - Ligi Bałtyckiej (2010)
    - Estonii (2009, 2010, 2014, 2015)
    - Niemiec (2005, 2007)

  - Superpucharu Niemiec (2006)
- Finalista pucharu:
  - Ligi Bałtyckiej (2014)
  - Estonii (2016, 2017)
- Uczestnik międzynarodowych rozgrywek:
  - Euroligi (2006/2007)
  - Eurocup (2004–2006, 2007/2008)
  - EuroChallenge (2007–2011, 2013–2015)
  - FIBA Europe Cup (2015–2018)
  - Ligi Mistrzów FIBA (2017/2018)

### Indywidualne
- MVP:
  - ligi estońskiej (2015)
  - finałów ligi estońskiej (2010)[4]
  - Pucharu Estonii (2014)
  - miesiąca:
    - Ligi Bałtyckiej BBL (styczeń 2018)
    - estońskiej ligi KML (styczeń 2015, luty 2018)
- Obrońca roku ligi estońskiej (2015, 2016)
- Zaliczony do I składu ligi estońskiej (2008–2010, 2014, 2015, 2018)
- Uczestnik meczu gwiazd ligi estońskiej (2002, 2018)
- Lider w blokach EuroChallenge (2008 – 1,5)

### Reprezentacja
Seniorskie
- Uczestnik:
  - mistrzostw Europy (2015 – 20. miejsce)[5]
  - kwalifikacji:
    - europejskich do mistrzostw świata (2017–2019 – 21. miejsce)
    - do Eurobasketu (2005, 2007, 2009, 2011, 2013, 2015)

  - pre-kwalifikacji europejskich do mistrzostw świata (2017 – 7. miejsce)

Młodzieżowe
- Uczestnik kwalifikacji do Eurobasketu U–20 (2002)